# Miles M.39B Libellula
Майлз M.39B Лібеллула (англ. Miles M.39B Libellula) — британський експериментальний літак за схемою тандемне крило, створений компанією Miles Aircraft, як тестовий зразок можливого палубного бомбардувальника.

## Історія

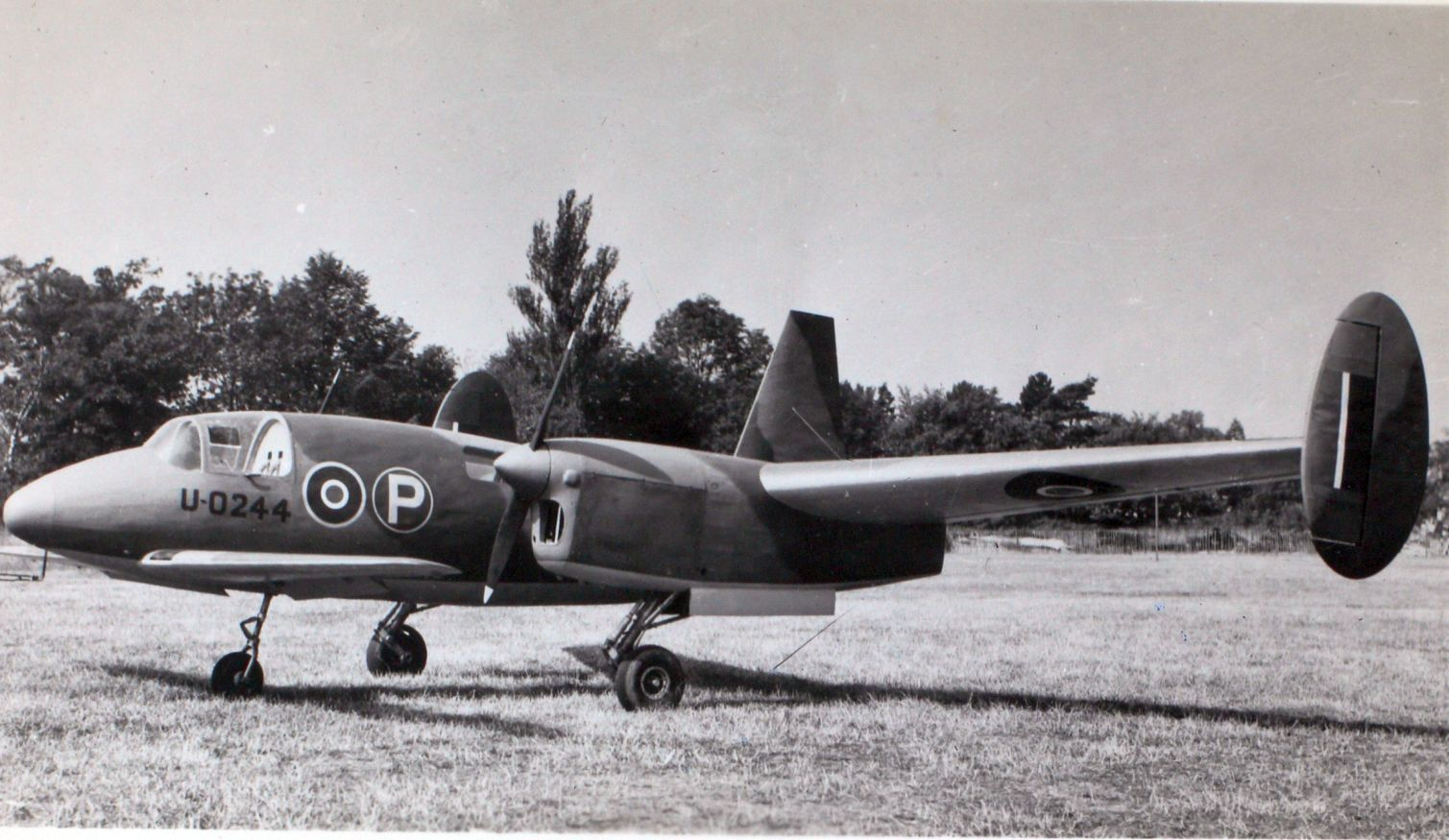
M.39B на аеродромі.

Після підтвердження на прикладі Miles M.35 Libellula, що схема з подвійним крилом працює, Джордж Майлз продовжив роботу над можливими застосуваннями. Проєкт M.39 передбачав створення бомбардувальника з трьома турбореактивними двигунами, або початково два висотні двигуни Rolls-Royce Merlin чи подібні.
Для випробувань було побудовано тестову модель M.39B в масштабі 5/8 з двома двигунами De Havilland Gipsy Major. Перший політ відбувся 22 липня 1943 року під керуванням Джорджа Майлза і на відміну від M.35, цей літак вже був повністю стабільним і керованим.
Льотні випробування тривали в середині компанії, але в 1944 році міністерство авіаційного виробництва попросило літак для пришвидшення роботи. На жаль сталось зворотне коли пілот забув висунути шасі і M.39B здійснив посадку на фюзеляж після чого його довелось відсилати на ремонт. Відремонтувавши літак, його знову віддали на випробування і він знову зазнав аварії перевернувшись при зльоті. Врешті решт від проєкту відмовились.